# جون تومسون (سياسي أمريكي، مواليد 1809)
جون تومسون (بالإنجليزية: John Thompson)‏ هو محامي وسياسي أمريكي، ولد في 4 يوليو 1809 في Rhinebeck (town), New York ‏ في الولايات المتحدة، وتوفي في 1 يونيو 1890 في New Hamburg, New York ‏ في الولايات المتحدة. نشط حزبياً في الحزب الجمهوري. وقد انتخب عضو مجلس النواب الأمريكي.